# Aue (Lühe)
Die Aue (Ausspracheⓘ) ist ein 32,7 Kilometer langer Fluss im niedersächsischen Landkreis Stade in Deutschland.

## Geographie

### Verlauf
Die Aue entspringt am Rande des Hochmoores (Scholermoor) von Ahrensmoor und Ahrenswohlde bei Ahrensmoor-West in der Gemeinde Ahlerstedt. Im Bereich der Kreuzung Klethener Weg und Ahlerstedter Weg mündet der Entenpohlsheider Graben in die Aue, die hier für zwei kurze Teilstücke (ca. 75 m u. ca. 50 m) verrohrt ist. Im Quellgebiet fließt die Aue nach Südwesten, ändert die Richtung im Bereich Ahlerstedt und wendet sich ab Oersdorf in ihre Hauptrichtung nach Nordosten. Sie fließt durch die Ortsteile und Orte
- Ahrensmoor-West,
- Ahrenswohlde,
- Bokel,
- Klethen,
- Oersdorf,
- Kakerbeck,
- Bargstedt/Klein Hollenbeck,
- Harsefeld,
- Issendorf und
- Bliedersdorf

bis nach Horneburg. Hier trifft sie mit dem Mittelkanal zusammen, wechselt von da ab ihren Namen in Lühe und mündet nach weiteren 12,7 km in die Elbe.

## Gewässerqualität
Für die Umsetzung der EG-Wasserrahmenrichtlinie ist das Landesamt NLWKN zuständig, das die Lühe und die Aue zusammen im Bearbeitungsgebiet 29 (Aue-Lühe-Schwinge) überwacht. Für die Aue existieren drei Wasserkörperdatenblätter mit Stand 2015, jeweils für den Lühe-Aue-Oberlauf (WK 29030), den Lühe-Aue-Mittellauf 1 (WK 29031) und den Mittellauf 2. Der Oberlauf wird bezüglich des Fließgewässertyps als „Kiesgeprägter Tieflandbach“ (Typ 16), der Mittellauf als sandgeprägt und im Weiteren als sand- und lehmgeprägter Tieflandfluss (Typ 15 und 14) klassifiziert.
Die chemische Beschaffenheit wird wegen des Nachweises von Quecksilber durchweg mit „schlecht“ bewertet. Der ökologische Gesamtzustand wird wegen einiger Strukturdefizite als „mäßig“ bis „unbefriedigend“ bezeichnet.

## Hochwasser
Im August 2002 ließ ein Hochwasser, das durch langanhaltende und starke Niederschläge im Einzugsgebiet des Flusses verursacht wurde, die Deiche in Horneburg brechen und rief dort erheblichen Sachschaden hervor. Horneburg reagierte auf drohende weitere Hochwasser mit einer stärkeren Kaimauer im Ortsinneren und einer Deichsanierung.

## Galerie

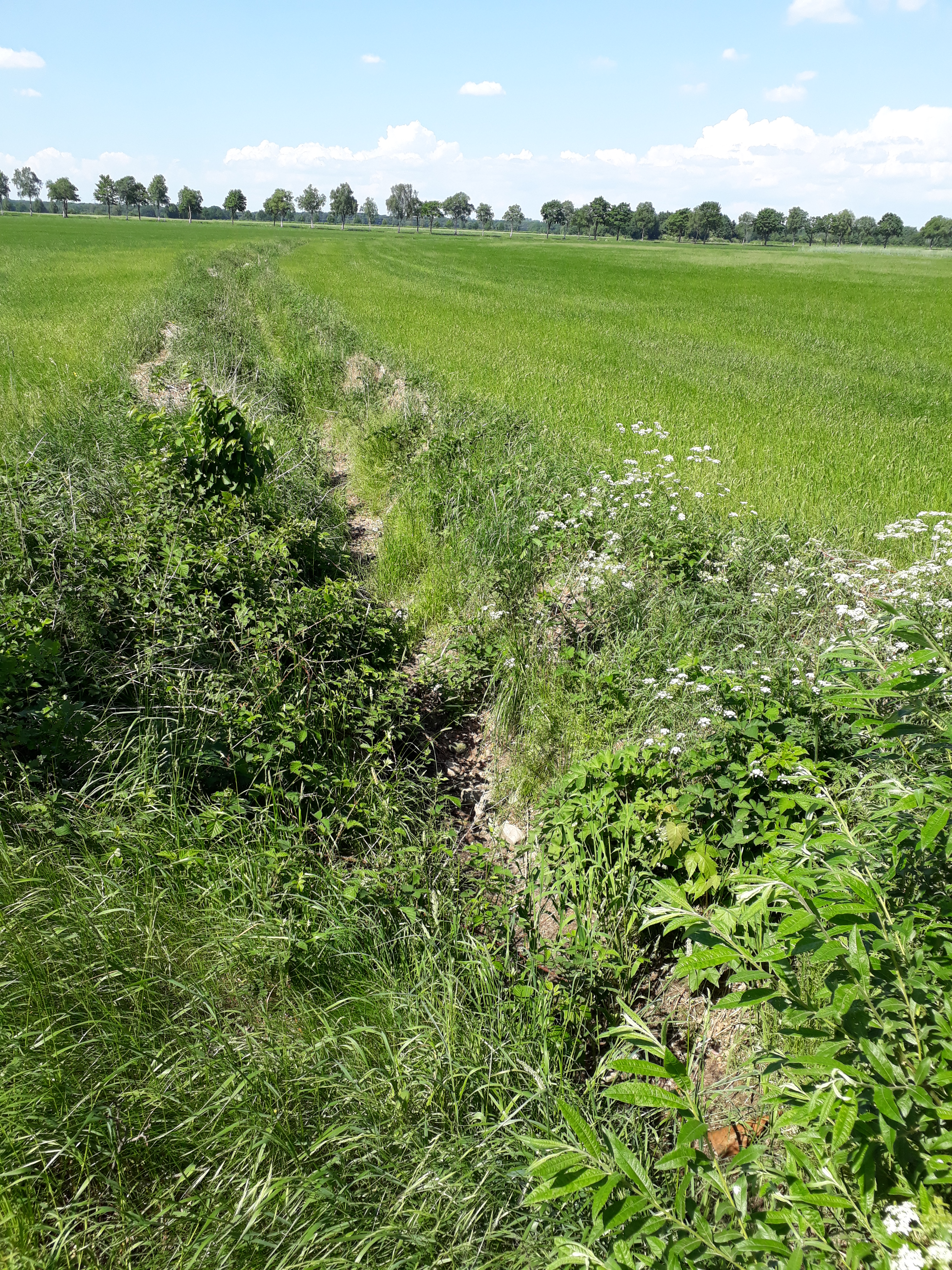
Aue in Ahrensmoor
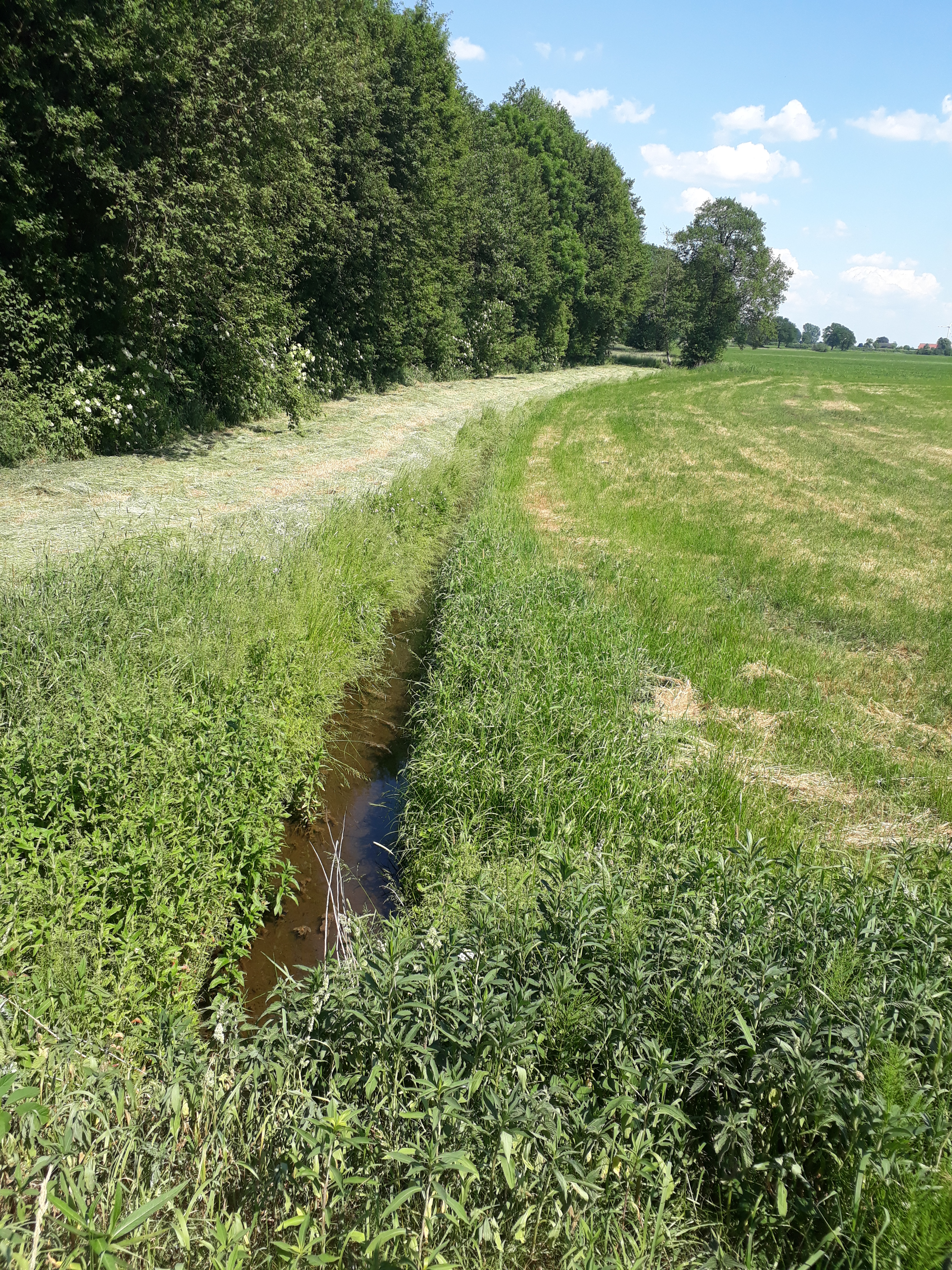
Aue bei Ahrenswohlde
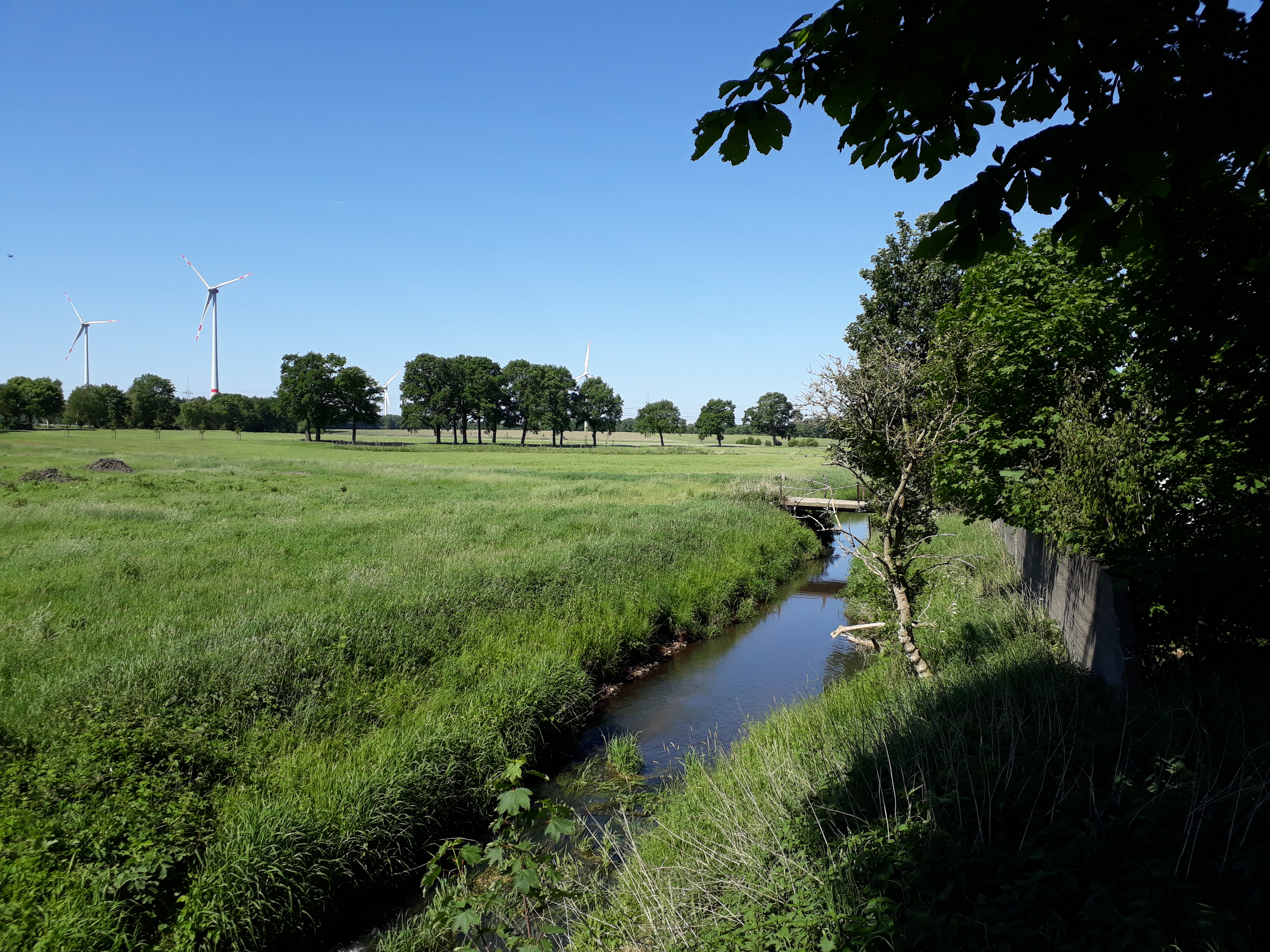
Aue in Oersdorf
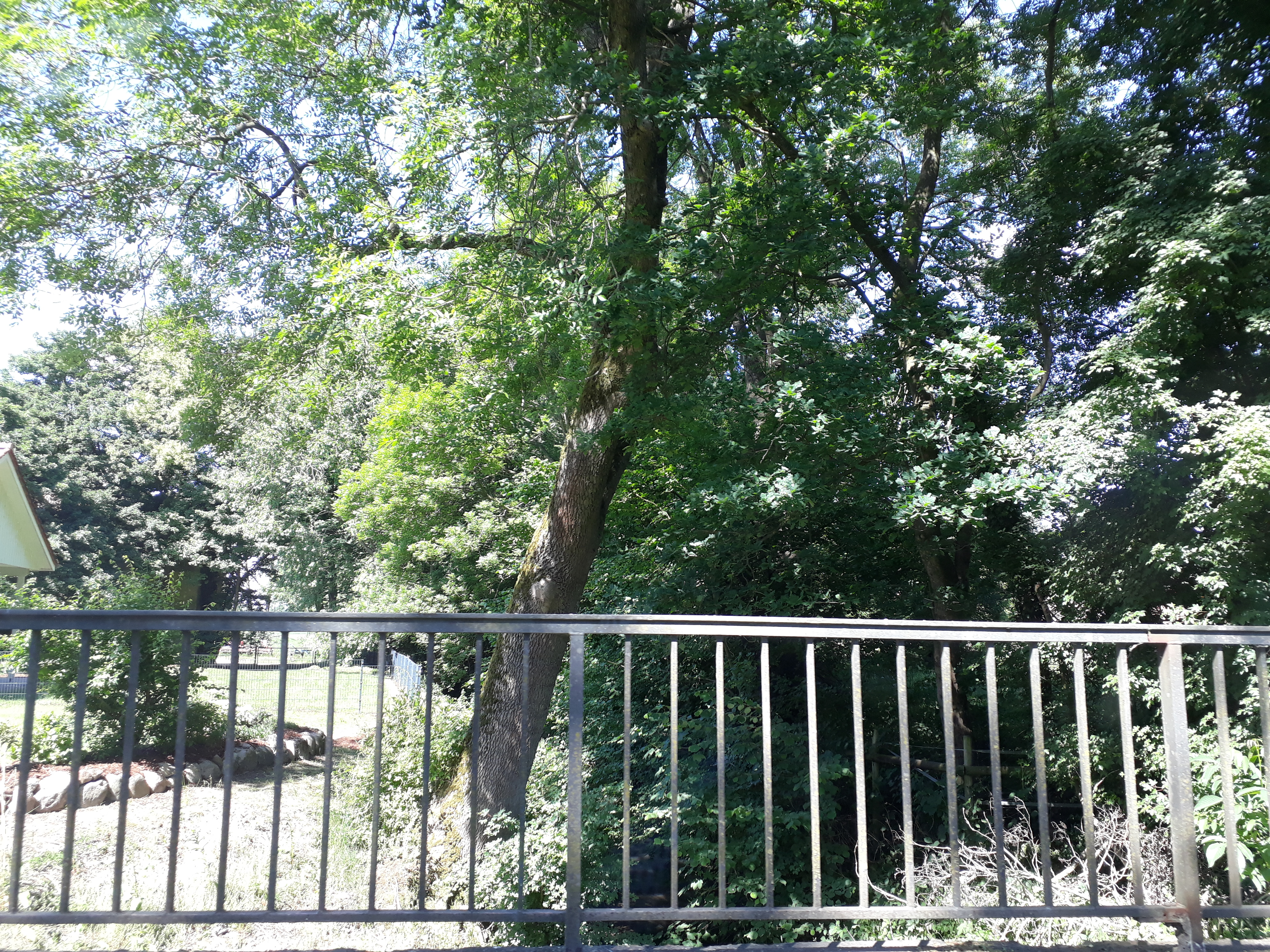
Aue in Klethen
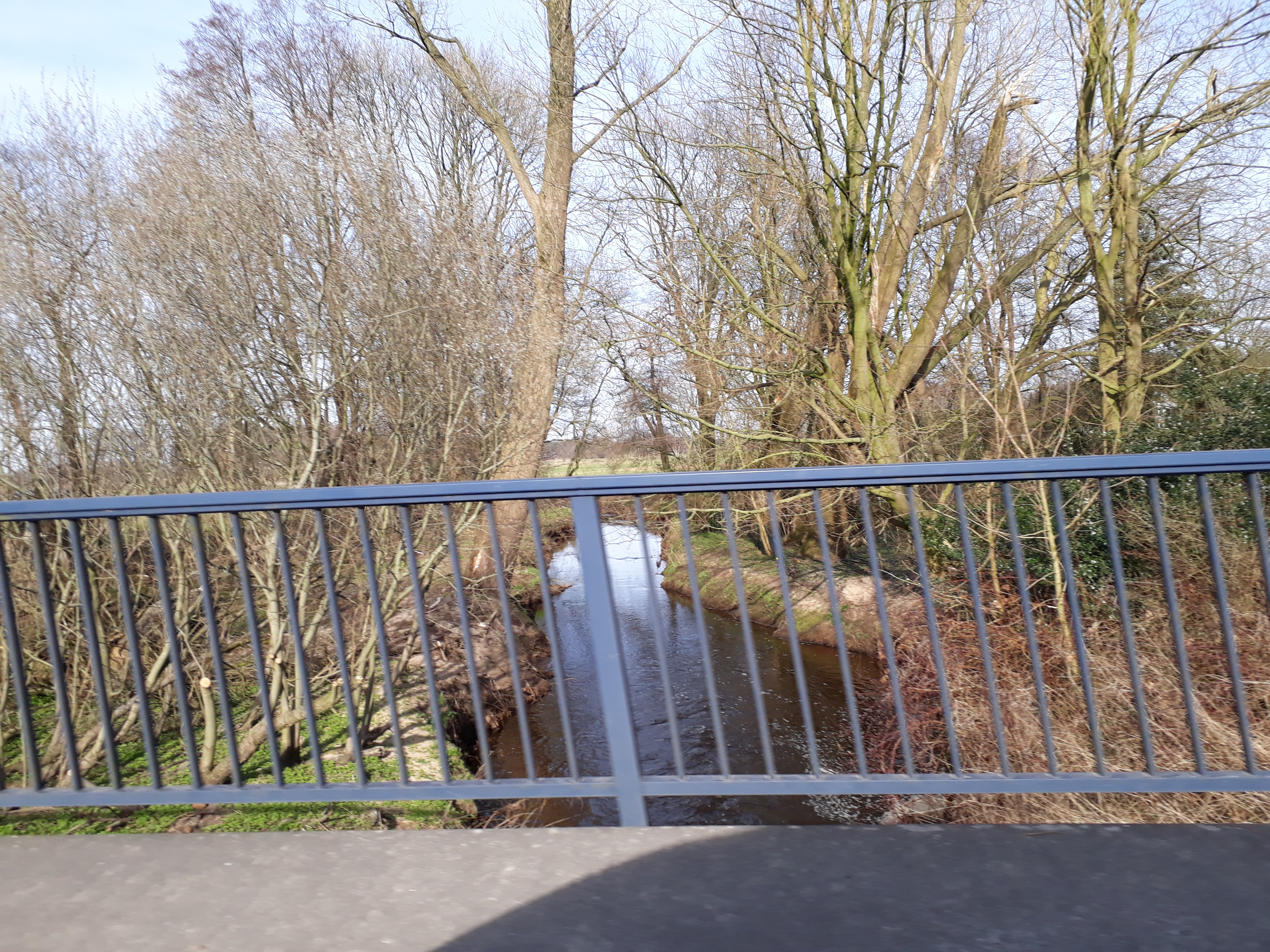
Aue in Kakerbeck
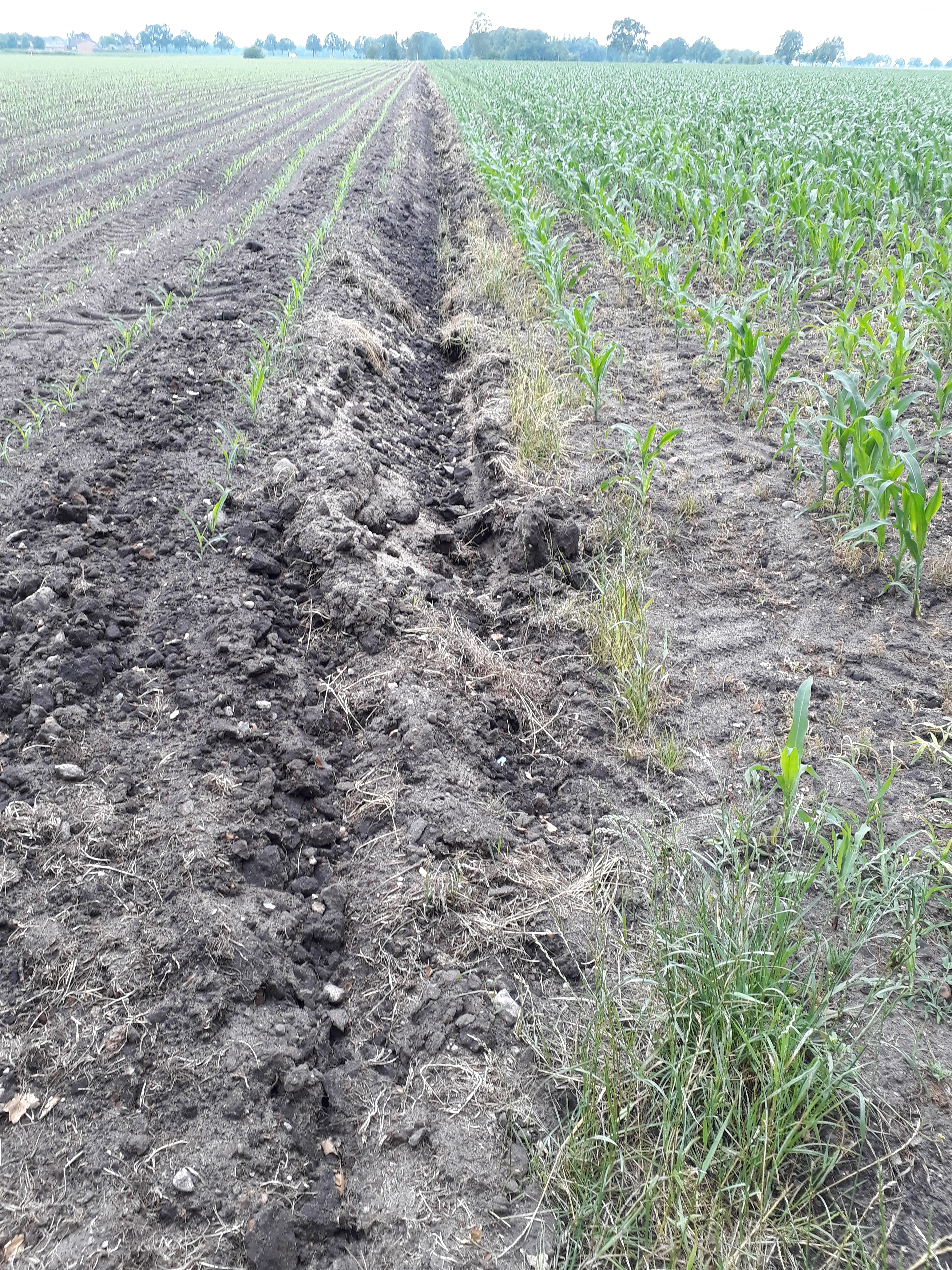
Quelle der Aue bei Ahrensmoor-Nord